# 传动轴

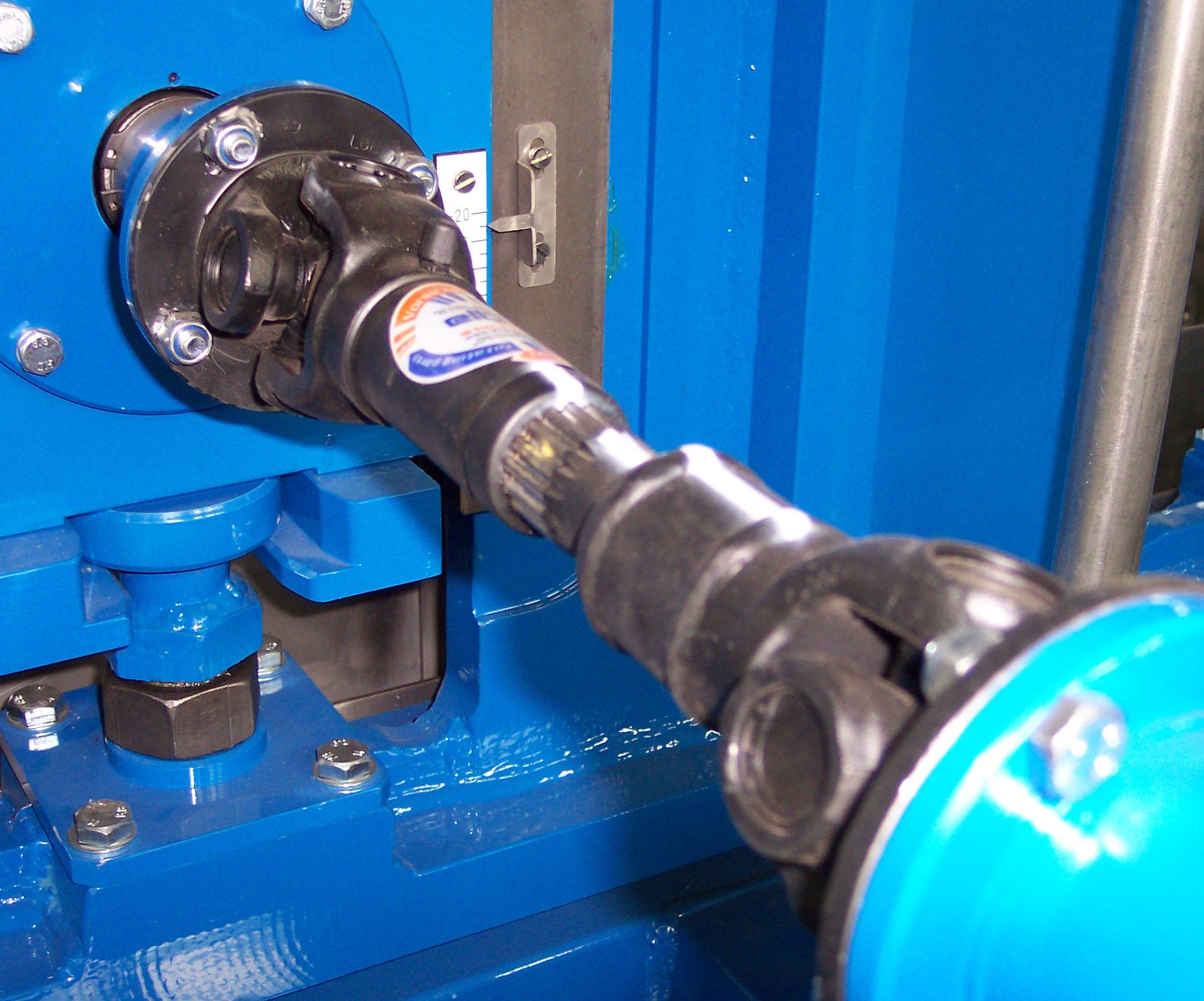
传动轴

传动轴，是一種机械零件，主要用于传递扭矩、旋轉，通常用於元件間距離較遠或不容易直接傳送的情況。传动轴通常由一個或多個万向接头、爪型联轴器等元件組合而成。

## 載具
汽車可以使用縱軸將動力從發動機/變速器傳遞到車輛的另一端，然後再傳遞到車輪。一對短驅動軸通常用於將動力從中央差速器、變速器或變速驅動橋發送到車輪。

#### 前置引擎，後輪驅動
主條目：前置發動機後輪驅動佈局。
在前置發動機、後輪驅動的車輛中，還需要更長的驅動軸來傳送車輛長度的動力。兩種形式占主導地位：帶有單個萬向接頭的扭矩管和帶有兩個或更多接頭的更常見的Hotchkiss 驅動器。該系統在獲得專利的汽車公司Panhard et Levassor之後被稱為Système Panhard。
這些車輛中的大多數都有直接安裝在發動機上的離合器和變速箱（或變速箱），驅動軸通向後橋中的主減速器。車輛靜止時，驅動軸不轉動。一些車輛（通常是跑車，例如雪佛蘭克爾維特 C5 / C6 / C7、阿爾法羅密歐 Alfetta和保時捷 924/944/928）尋求改善前後重量平衡，使用後置驅動橋。在某些非保時捷車型中，離合器和變速器位於後部汽車和它們與發動機之間的傳動軸。在這種情況下，驅動軸隨發動機連續旋轉，即使汽車靜止不動且未掛檔時也是如此。然而，保時捷 924/944/928 車型的離合器安裝在發動機後部的鐘形外殼中，離合器輸出端的驅動軸位於空心保護扭矩管內，將動力傳輸至後部安裝的變速驅動橋（變速箱 + 差速器）。因此，保時捷驅動軸僅在後輪轉動時旋轉，因為安裝在發動機上的離合器可以將發動機曲軸旋轉與驅動軸分離。因此對於保時捷而言，當駕駛員在快速升檔或降檔（手動變速箱）時使用離合器時，發動機可以根據駕駛員的加速踏板輸入自由旋轉，因為離合器分離，發動機和飛輪慣性相對較低，不會因驅動軸增加的旋轉慣性而增加負擔。保時捷扭矩管牢固地固定在發動機的鐘形外殼和變速驅動橋外殼上，固定了鐘形外殼和變速驅動橋之間的長度和對齊方式，並極大地減少了後輪驅動反作用力矩，因為在任何平面上扭曲變速驅動橋。
將後差速器連接到後輪的驅動軸可稱為半軸。該名稱源於這樣一個事實，即需要兩個這樣的軸來形成一個後軸。
早期的汽車通常使用鏈條傳動或皮帶傳動機構而不是傳動軸。一些使用發電機和電動機將動力傳輸到車輪。

#### 前輪驅動
在英式英語中，驅動軸一詞僅限於將動力傳遞給車輪（尤其是前輪）的橫向軸。將變速箱連接到後差速器的軸稱為“傳動軸”。傳動軸組件由傳動軸、滑動接頭和一個或多個萬向節組成。在發動機和車軸彼此分離的情況下，如四輪驅動和後輪驅動車輛，傳動軸用於將發動機產生的驅動力傳遞到車軸。
汽車行業使用了幾種不同類型的傳動軸：
- 一體式傳動軸
- 兩件式傳動軸
- 滑入式驅動軸

滑入式驅動軸是一種提高碰撞安全性的新型。它可以在發生碰撞時被壓縮以吸收能量，因此也被稱為“可折疊驅動軸”。

#### 四輪和全輪驅動
這些是從前置發動機後輪驅動佈局演變而來的。一種稱為分動箱的新型變速器被放置在兩個車軸的變速器和終傳動之間。這將驅動器分成兩個軸，並且可能還包括減速齒輪、牙嵌式離合器或差速器。至少使用了兩個驅動軸，一個從分動箱到每個車軸。在一些較大的車輛中，分動箱安裝在中央，並由一根短驅動軸驅動。在Land Rover大小的車輛中，前軸的驅動軸明顯比後軸更短且鉸接更陡，這使得構建可靠的驅動軸成為更難的工程問題，並且可能涉及更複雜的形式的萬向節。
全輪驅動的現代輕型汽車（尤其是奧迪或菲亞特熊貓）可能會使用更類似於前輪驅動佈局的系統。前橋的變速箱和終傳動與發動機一起組合到一個外殼中，一根驅動軸貫穿汽車的整個長度，一直延伸到後橋。這是一種受歡迎的設計，其中扭矩偏向前輪以提供類似汽車的操控性，或者製造商希望生產具有許多共享組件的四輪驅動和前輪驅動汽車。

### 研發
汽車行業也在測試工廠使用傳動軸。
在發動機試驗台上，驅動軸用於將一定的速度或扭矩從內燃機傳輸到測功機。
“軸防護罩”用於軸連接處，以防止與驅動軸接觸並檢測軸故障。
在變速器測試台上，驅動軸將原動機與變速器連接起來。

### 傳動軸損壞的症狀
汽車傳動軸通常可以使用約 120,000 公里。但是，如果車輛出現以下任何跡象，駕駛員應盡快檢查。
- 咔噠聲或吱吱聲：駕駛時，駕駛員可以聽到車輛下方發出咔嗒聲、吱吱聲或磨擦聲。
- 咔嗒聲：駕駛員可以聽到噪音，尤其是在轉彎、加速甚至倒車時。
- 振動：驅動軸故障的早期和常見症狀是車輛下方發出強烈振動。磨損的聯軸器、U 型接頭或軸承會導致驅動軸過度振動。
- 轉彎問題：在低速和高速行駛期間，車輛轉彎問題是驅動軸損壞的另一個重要標誌。